# Cesar Romero

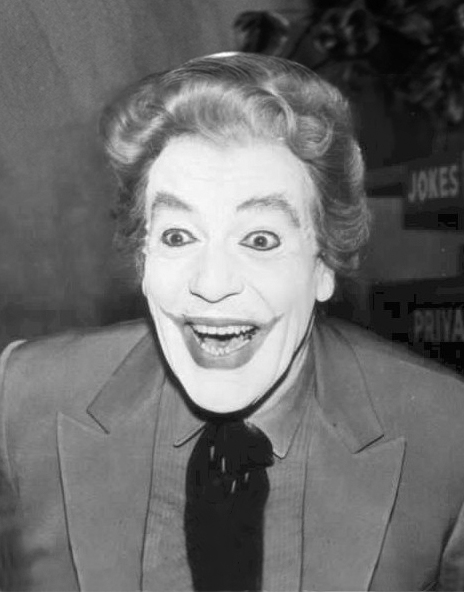
Cesar Romero como el Joker en 1967

César Julio Romero Jr. (Nueva York, 15 de febrero de 1907-Santa Mónica, California, 1 de enero de 1994) fue un actor de cine, teatro y televisión estadounidense de origen hispanocubano y de larga trayectoria. Considerado uno de los mayores íconos de Hollywood por su personalidad y célebre trayectoria profesional que se extendió de 1933 a 1994.

## Biografía

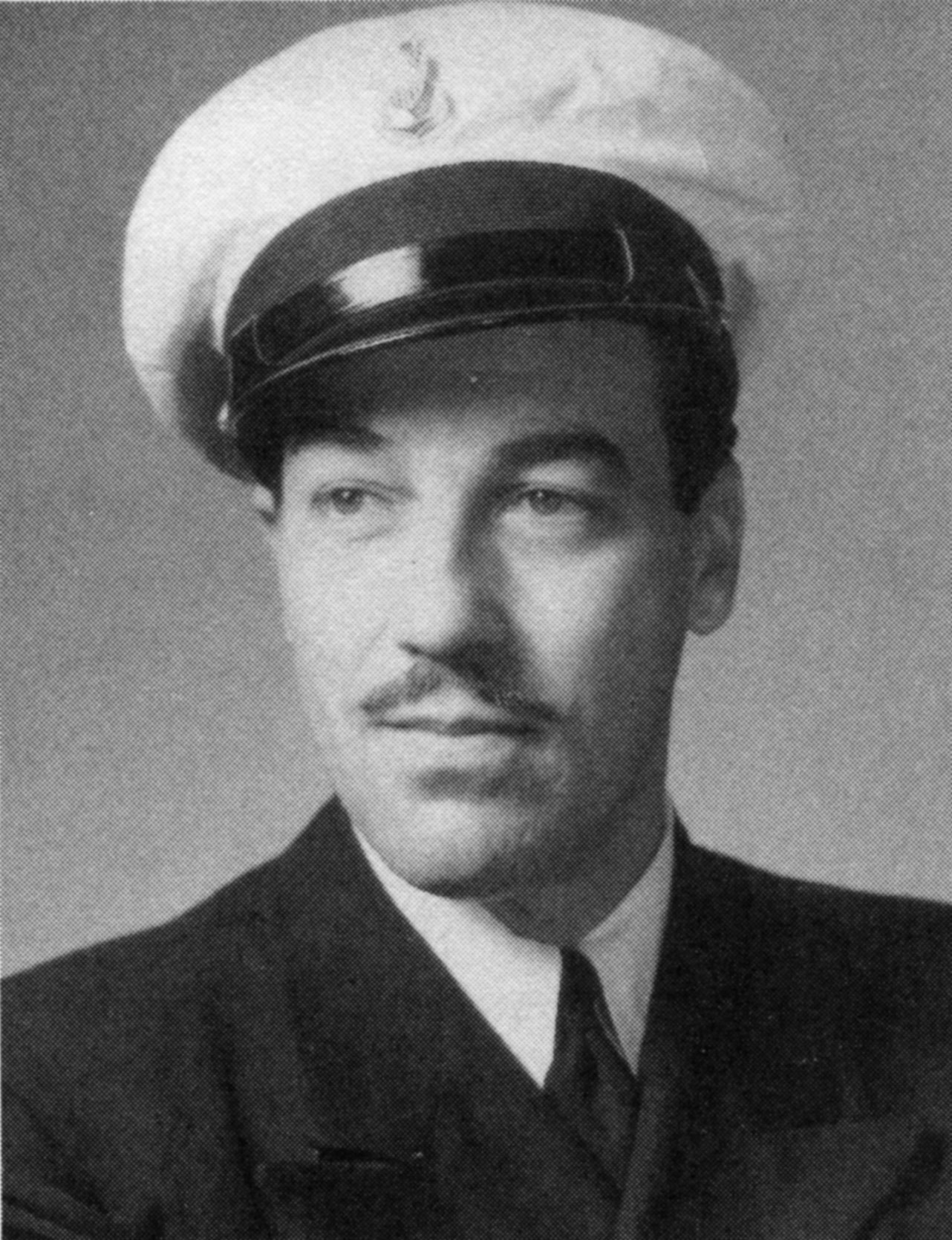
César Romero durante la Segunda Guerra Mundial tras alistarse en el Servicio de Guardacostas de los Estados Unidos.

Nació en Nueva York de padre español, Cesar Julio Romero Sr., nacido en Barcelona, y madre cubana, María Mantilla, por lo que era de origen hispanocubano, Romero estudió en los colegios Collegiate y Riverdale. Al terminar sus estudios, trabajó como bailarín, aprovechando un talento innato que demostraría más adelante en su carrera. Su primera aparición en Broadway fue en 1927, en la obra Lady Do, continuando luego en la obra teatral Strictly Dishonorable. Su familia, que se dedicaba a la importación de azúcar, quedó arruinada en el crac del 29 y se trasladó a California.

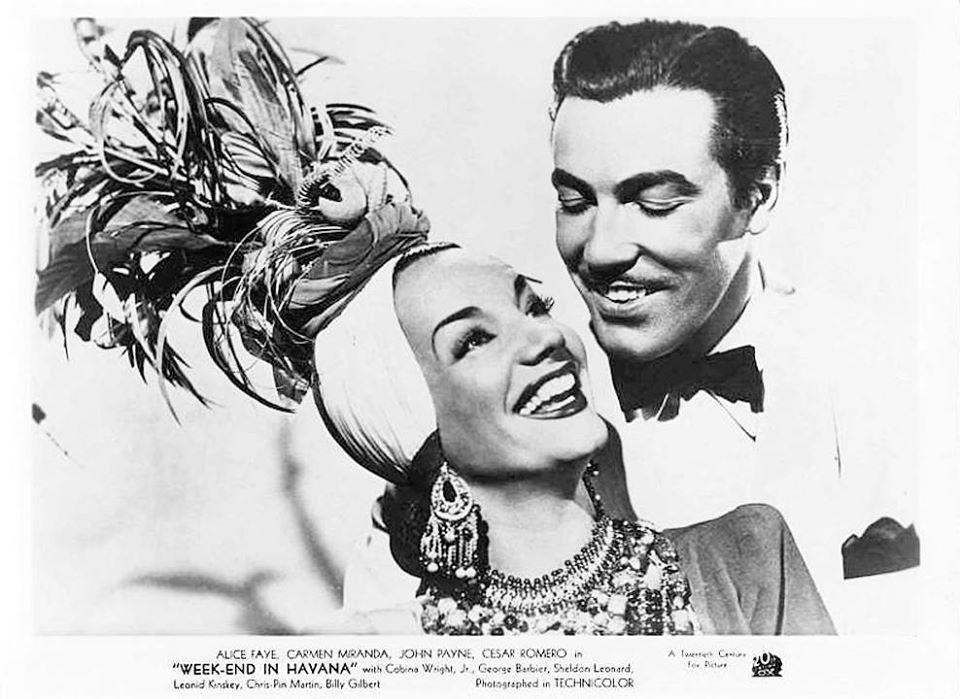
Con Carmen Miranda en A La Habana me voy (1941)

En 1933 consiguió su primer papel cinematográfico en Hollywood en el filme The Shadow Laughs. Por su aspecto físico, apostura y talento en el baile, interpretaba papeles de amante latino (latin lover), continuando el estereotipo cinematográfico de Rodolfo Valentino y Ramón Novarro. Aparecía como gánster italiano o príncipe de la India, pero también demostró su vis dramática en varias otras películas, destacándose en The Thin Man (1934), El Diablo era mujer (1935) junto con Marlene Dietrich, y en Wee Willie Winkie (1937) junto con Shirley Temple. Sus dotes de comediante y bailarín aparecen en A La Habana me voy y Springtime in the Rockies, junto con Carmen Miranda y Betty Grable.
De 1939 a 1941, protagonizó una serie de 6 películas del género wéstern, de la saga El Cisco Kid.
Durante la Segunda Guerra Mundial, se alistó en el Servicio de Guardacostas de los Estados Unidos en el océano Pacífico.
En 1947 interpretó el papel de Hernán Cortés en la superproducción El capitán de Castilla, junto con Tyrone Power, considerado por los críticos como su mejor actuación, lo que le dio un aura dramática por algunos años.
En la década de 1950, actuó al menos en una película cada año, interpretando además el papel principal en la serie de televisión Passport to Danger en 1954. En ese mismo año, rodó el clásico de wéstern Veracruz, junto con estrellas como Gary Cooper y Burt Lancaster. También participó en esa década en la comedia producida en México Mis secretarias privadas en la que compartía interpretación con la actriz cubana Rosa Carmina, la mexicana Lilia Prado y Roberto Cañedo.
En 1959 actúa en la serie de televisión de Disney El Zorro, concretamente en cuatro capítulos de la segunda temporada. En 1960 coprotagonizó la célebre película Ocean's Eleven junto con un brillante elenco: Frank Sinatra, Dean Martin, Sammy Davis Jr., Joey Bishop, Peter Lawford (cuñado de John F. Kennedy), Angie Dickinson, Juliet Prowse y Shirley MacLaine.
En 1965 su carrera en televisión destacaría en la serie El agente de CIPOL, continuando al año siguiente en la serie Batman (1966-1968) con Adam West, donde obtuvo mucha popularidad su interpretación como el Joker (el Guasón o el Arlequín). Algunas veces su nombre figuraba en los créditos como Caesar Romero. Se dice que para este papel, Romero hizo figurar en el contrato que bajo ningún concepto se afeitaría su bigote, ya que consideraba que era parte de su toque personal y un homenaje a sus ascendientes hispanos y cubanos. Los productores de la serie aceptaron la condición, a cambio de que permitiera a la maquilladora disimularlo con maquillaje blanco, ya que el Joker no usa bigotes.
Siguió participando en películas y series de televisión hasta 1977. Reapareció en 1985 en dos filmes: Flesh and Bullets y el disparatado wéstern Lust in the Dust, junto con Tab Hunter y Divine. Su popularidad vivió un repunte en la década de 1980, al participar en la serie Falcon Crest entre 1984 y 1988, como actor fijo en la quinta y sexta temporada, y como actor invitado en los primeros episodios de la octava. Su último filme fue Simple Justice (1990).
César Romero continuó haciendo apariciones en televisión y participando en la vida social de Hollywood hasta sus últimos días, cuando enfermó de bronquitis y neumonía, falleciendo el 1 de enero de 1994.

### Vida privada
Fue miembro permanente de la jet set hollywoodiense; era invitado oficial en casi todas las fiestas de la alta sociedad de entonces. Gran bailarín, poseedor de un refinado don de gentes y excelente conversador, se le atribuyeron muchos romances femeninos. Pero jamás contrajo matrimonio; solo sus círculos más íntimos conocían de su homosexualidad. Mantuvo una serie de charlas sobre el tema con el escritor Boze Hadleigh.
Mantuvo por muchos años una estrecha amistad con Tyrone Power; compartieron mucho tiempo en forma inseparable, lo que contribuyó a que la prensa amarilla les indicara a ambos como supuestos homosexuales. De hecho viajaban juntos a todas partes y se alojaban en la misma habitación, sin esconderse de la prensa amarilla.
Personas cercanas a Romero indicaron alguna vez que esta amistad era como cualquier otra, y que ambos compartían solamente una mutua admiración.
De imponente presencia (medía 1,91 m) y con gran prestancia de su apostura masculina, trabajó en su edad madura como modelo masculino de alta costura para revistas de renombre. Fue icono de la moda para muchos varones de la alta sociedad de los años sesenta.
Romero siempre proclamó ser descendiente por el lado materno de José Martí.

## Filmografía
| - Carmen Miranda: Bananas is my Business (1995) - A Century of Cinema (1994) - Simple Justice (1990) - Judgement Day (1988) - Mortuary Academy (1988) - Lust in the Dust (1985) - Flesh and Bullets (1985) - Mission to Glory: A True Story (1977) - Carioca Tiger (1976) - The Strongest Man in the World (1975) - Timber Tramps (1975) - The Haunted Mouth (1974) - The Spectre of Edgar Allan Poe (1974) - The Proud and the Damned (1972) - Now You See Him, Now You Don't (1972) - Mooch Goes to Hollywood (1971) - The Last Generation (1971) - Alias Smith and Jones (1970-1971) - The Red, White, and Black (1970) - Target: Harry (1969) - A Talent for Loving (1969) - Crooks and Coronets (1969) - Midas Run (1969) - Latitude Zero (1969) - The Computer Wore Tennis Shoes (1969) - Skidoo (1968) - Once Upon a Wheel (1968) - Madigan's Millions (1968) - Hot Millions (1968) - Broken Sabre (1966) - Batman (1966) - Batman: La película (1966) - Two on a Guillotine (1965) - Sergeant Dead Head (1965) - Marriage on the Rocks (1965) - A House Is Not a Home (1964) - Saint Mike (1963) - El valle de las espadas (The Castilian) (1963) - Donovan's Reef (1963) - We Shall Return (1962) - If a Man Answers (1962) | - The Seven Women from Hell (1961) - Pepe (1960) - Ocean's Eleven (1960) - My Private Secretaries (1959) - Villa!! (1958) - The Story of Mankind (1957) - The Heart and the Sword (1956) - The Leather Saint (1956) - Around the World in Eighty Days (1956) - The Americano (1955) - The Racers (1955) - Vera Cruz (1954) - Street of Shadows (1953) - Prisoners of the Casbah (1953) - The Jungle (1952) - Scotland Yard Inspector (1952) - Happy Go Lovely (1951) - Lost Continent (1951) - FBI Girl (1951) - El Zorro (serie de TV) (1959) - Once a Thief (1950) - Love That Brute (1950) - Screen Snapshots: Motion Picture Mothers, Inc. (1949) - The Beautiful Blonde from Bashful Bend (1949) - Deep Waters (1948) - Julia Misbehaves (1948) - That Lady in Ermine (La dama del armiño) (1948) - Carnival in Costa Rica (1947) - Captain from Castile (1947) - Screen Snapshots: Hollywood Victory Show (1946) - Coney Island (1943) - Wintertime (1943) - A Gentleman at Heart (1942) - Tales of Manhattan (1942) - Orchestra Wives (1942) - Springtime in the Rockies (1942) - Dance Hall (1941) - Romance of the Rio Grande (1941) - Tall, Dark and Handsome (1941) - Ride on Vaquero (1941) - The Great American Broadcast (1941) - Week-End in Havana (1941) | - He Married His Wife (1940) - Viva Cisco Kid (1940) - Lucky Cisco Kid (1940) - The Gay Caballero (1940) - Hollywood Hobbies (1939) - Wife, Husband and Friend (1939) - A Little Princess (1939) - Return of the Cisco Kid (1939) - Frontier Marshal (1939) - Charlie Chan at Treasure Island (1939) - The Cisco Kid and the Lady (1939) - Happy Landing (1938) - Always Goodbye (1938) - Five of a Kind (1938) - My Lucky Star (1938) - Ali Baba Goes to Town (1937) - She's Dangerous (1937) - Armored Car (1937) - Wee Willie Winkie (1937) - Dangerously Yours (1937) - Love Before Breakfast (1936) - Nobody's Fool (1936) - Public Enemy's Wife (1936) - 15 Maiden Lane (1936) - Clive of India (1935) - A Dream Comes True (1935) - The Good Fairy (1935) - Metropolitan (1935) - The Devil is a Woman (1935) - Cardinal Richelieu (1935) - Hold 'Em Yale (1935) - Diamond Jim (1935) - Rendezvous (1935) - Show Them No Mercy! (1935) - The Thin Man (1934) - British Agent (1934) - Cheating Cheaters (1934) - Strange Wives (1934) - The Shadow Laughs (1933) |